# HD 98800

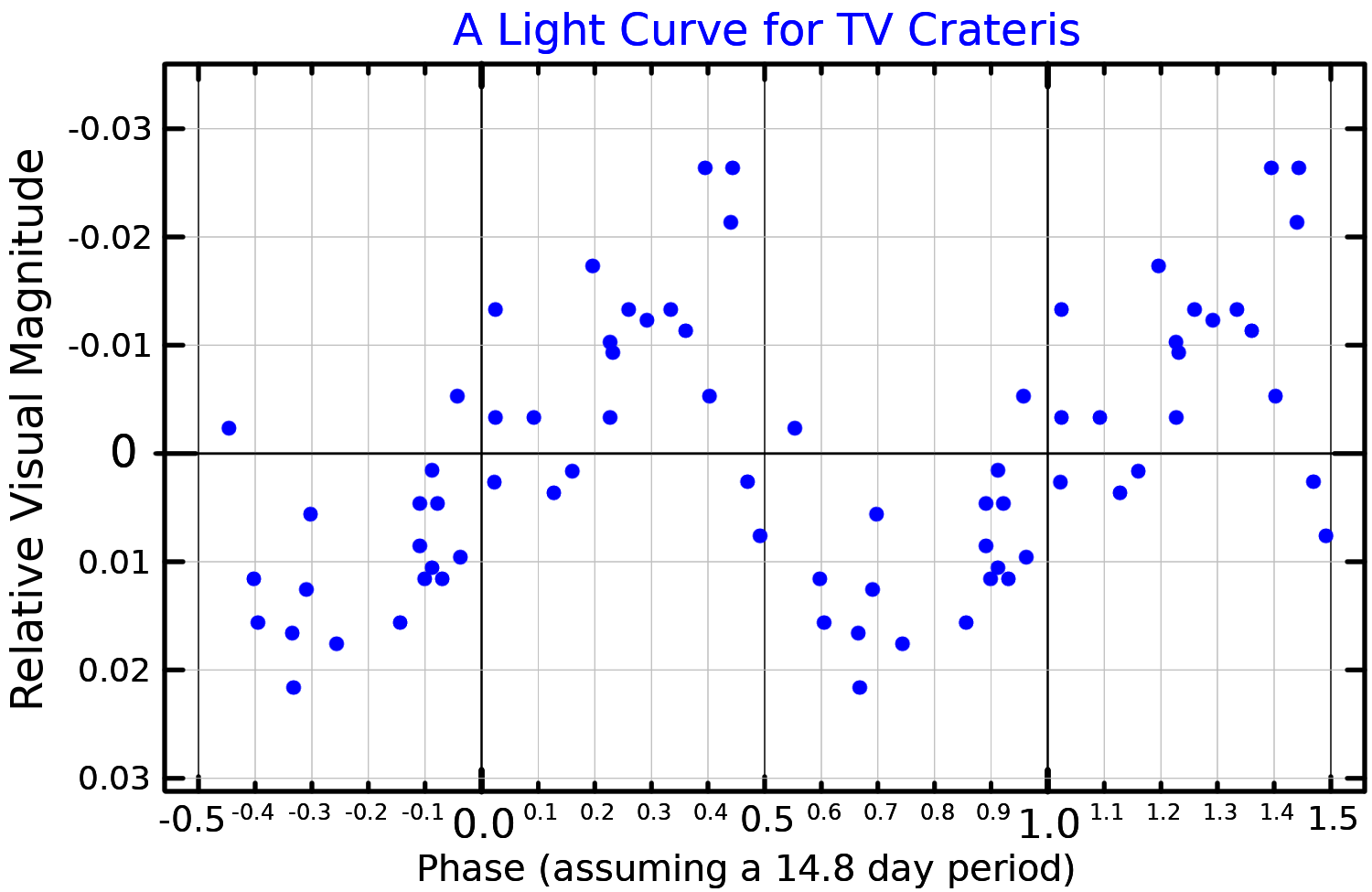
Lichtkromme van HD 98800

HD 98800 is een viervoudig stersysteem, op ongeveer 150 lichtjaar van de Aarde verwijderd. Het systeem bevindt zich in het sterrenbeeld Beker. Het bestaat uit "HD 98800 A" en "HD 98800 B", welke allebei weer twee sterren bevatten. In 2007 is er om HD 98800 B een zogenaamde protoplanetaire schijf ontdekt, die bestaat uit twee ringen. De protoplanetaire schijf zou er kunnen op wijzen dat er een exoplaneet om de ster zou draaien, op ongeveer 1,5 tot 2 AE afstand. 

## Stersysteem
Het systeem bestaat uit vier T Tauri-sterren. Het zijn eigenlijk twee dubbelsterren, die met een afstand van 50 AE (iets verder dan de gemiddelde afstand tussen Pluto en de Zon) om elkaar heen draaien.

## Mogelijke planeten
Men denkt dat de protoplanetaire schijf een fase is van de planeetvorming. Door de ruimte tussen de twee ringen van de protoplanetaire schijf, is het nog logischer aan te nemen dat er een (proto)planeet aanwezig is. De ruimte kan zijn ontstaan door de zwaartekracht van de planeet en de ster, maar kan ook zijn ontstaan door de zwaartekracht van de vier sterren. 